# Maison Lemke

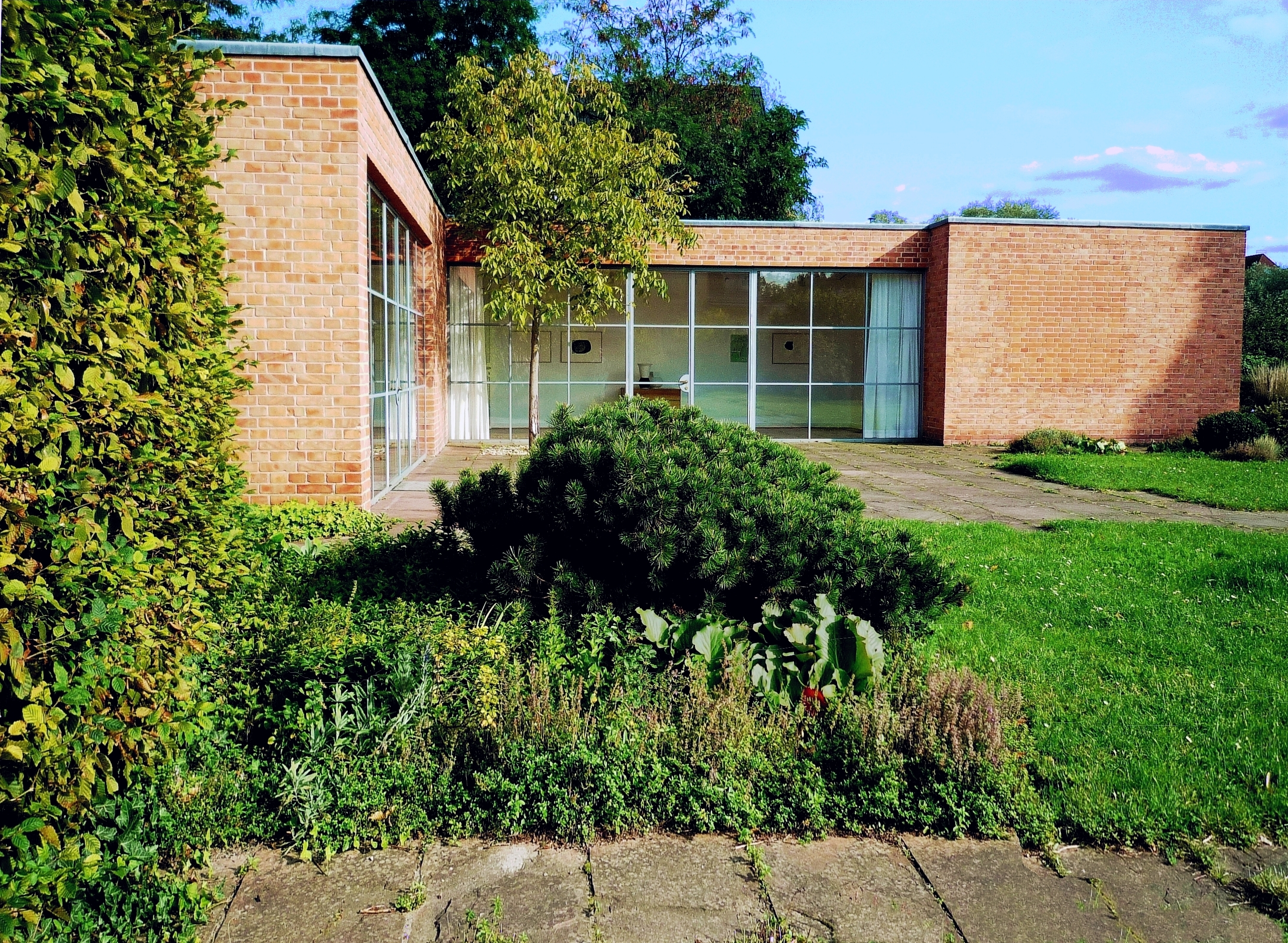
Maison Lemke.

La Maison Lemke (aussi appelée Landhaus Lemke ou Mies van der Rohe Haus) est située au 60 de la rue Oberseestraße dans le quartier Alt-Hohenschönhausen à Berlin. Ce bâtiment construit entre 1932 et 1933 est la dernière maison conçu par Ludwig Mies van der Rohe en Allemagne avant son émigration aux États-Unis en 1938. 

## Histoire

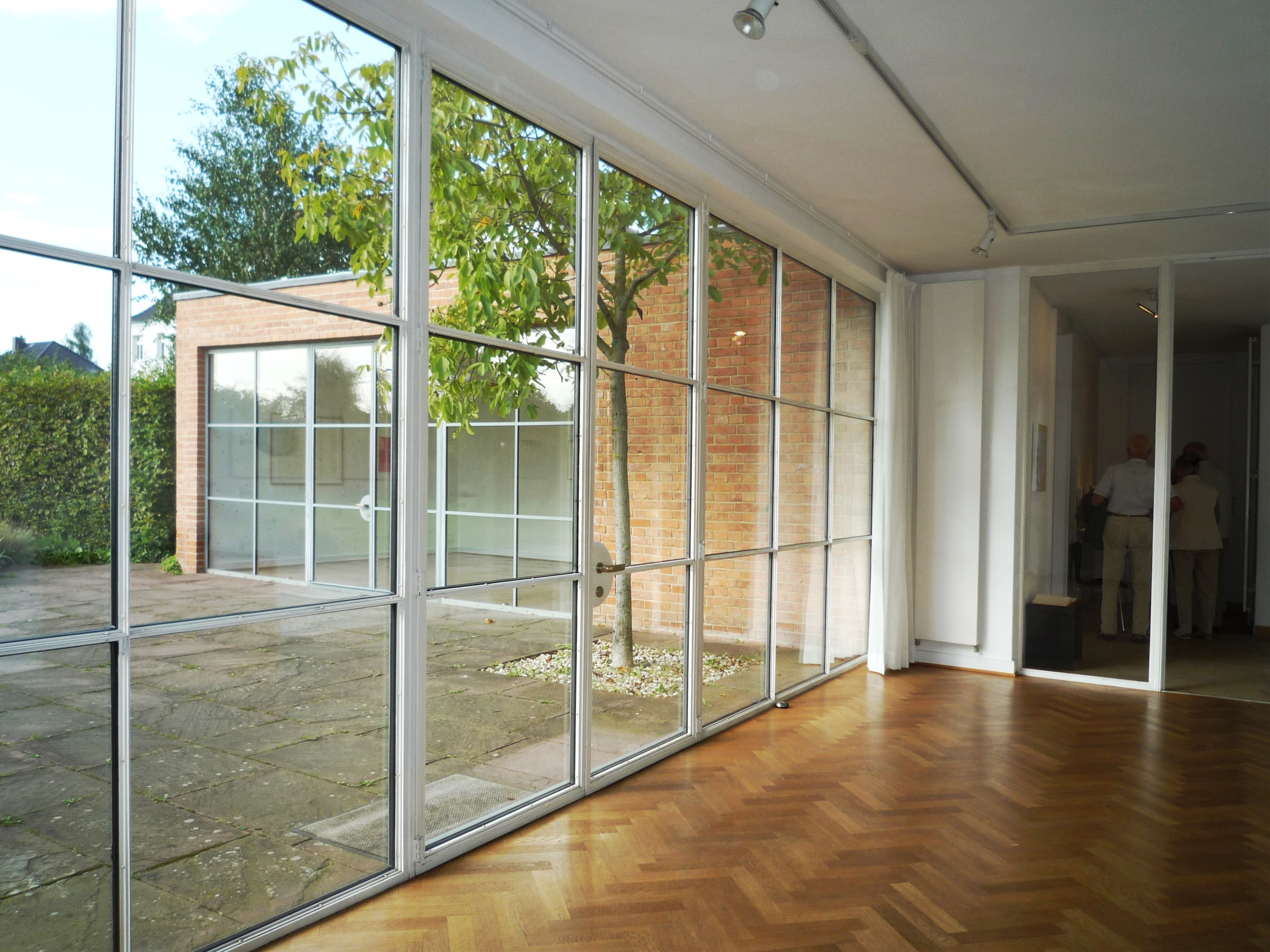
Interieur.

En 1932, le couple d’industriels Martha et Karl Lemke achète une propriété avec accès au lac Obersee de Berlin. Sur les conseils d'une connaissance, ils contactent l'architecte renommé Ludwig Mies van der Rohe pour imaginer leur future demeure. Les travaux commencent à l'été 1932. Les coûts s'élevaient à 16 000 Reichsmarks. Au printemps 1933, le couple Lemke emménage dans leur maison. Le bâtiment forme un « L ». Il est relativement simple et modeste, mais il répond aussi aux besoins du couple sans enfants.
Pendant la guerre froide la villa est réquisitionnée par l'Armée rouge puis sert de salle de repos et de cuisine aux invités de la police secrète de la République démocratique allemande. L’édifice rénové en 2001 est utilisé ensuite comme lieu d'exposition.